# Íntimos de la Legua
El Íntimos de la Legua fue un club de fútbol peruano que tuvo su sede en la Provincia Constitucional del Callao. Estuvo ubicado en la actual avenida Elmer Faucett, en cuya época era conocida como Hacienda La Legua. Fue fundado en 1947 y participó en la Segunda División del Perú en la década de 1960.

## Historia
El club Íntimos de la Legua fue fundado el 25 de diciembre de 1947. En 1961 logró el título de la Liga Amateur del Callao. Luego, obtuvo el Primer Lugar en el triangular de ascenso a Segunda División. En el cual, superó a Víctor Bielich de Surquillo y Estudiantes San Roberto de Lince y de esta manera, subiendo a esa categoría.
En la Segunda División 1965 terminó en segundo lugar detrás de Mariscal Sucre que obtuvo el ascenso a Primera División. Participó en Segunda hasta el torneo de 1967 donde terminó en último lugar y perdió la categoría.
El club se mantuvo participando en la Liga del Callao hasta 1983 cuando no se presentó al torneo de Tercera División de la Liga Distrital del Callao.

## Datos del club
- Temporadas en Segunda División: 6 (1962 - 1967).

## Entrenadores
- Adelfo Magallanes (1963-1964)

## Palmarés

### Torneos nacionales
- Subcampeón de la Segunda División (1): 1965.

### Torneos regionales
- Liga Amateur del Callao (1): 1961.